# Tong (West Yorkshire)
Tong – wieś w Anglii, w hrabstwie ceremonialnym West Yorkshire, w dystrykcie metropolitalnym Bradford. Leży 9 km na zachód od miasta Leeds i 272 km na północny zachód od Londynu.